# Clutch (G.I. Joe)
Clutch es un personaje ficticio de la línea de juguetes G.I. Joe: A Real American Hero, cómics y series animadas. Es uno de los conductores de vehículos motorizados del Equipo G.I. Joe y debutó en 1982.

## Perfil
Su verdadero nombre es Lance J. Steinberg, y su rango es el de Cabo E-4. Su especialidad militar principal es el transporte y su especialidad militar secundaria es la infantería. Clutch nació en Asbury Park, Nueva Jersey. Clutch era mecánico y estuvo muy involucrado en las carreras de máquinas callejeras antes del alistamiento. Se graduó en Adiestramiento Superior de Infantería; escuela de operaciones encubiertas; Escuela de Guardaespaldas Ejecutivos; Escuela de Guardabosques. Es un experto calificado con el M14, M16, M1911A1, M3A1, M79 y M60.
Clutch es conocido como un comodín que se toma muy poco en serio. Su comportamiento grosero lo ha metido en problemas con su compañera de equipo Scarlett en varias ocasiones, haciendo que ella piense en él como un cerdo chovinista. Esto no ha afectado su confiabilidad en el campo de batalla, pero le ha ganado la reputación de tener modales que dejan mucho que desear. Mientras que el equipo G.I. Joe se disolvió temporalmente, Clutch usó sus habilidades como mecánico en el circuito de carreras de Indy, lo que le valió un número récord de victorias para sus pilotos.

## Juguetes
Clutch se lanzó por primera vez como una figura de acción en 1982, empaquetado con el jeep de batalla V.A.M.P. Todas las dieciséis figuras originales de 1982 se lanzaron con "brazos rectos". La misma figura fue relanzada en 1983 con "agarre de batalla de brazo giratorio", lo que facilitó a las figuras sostener sus rifles y accesorios. En 1984, se lanzó una segunda figura de acción con un uniforme marrón y se empaquetó con el vehículo V.A.M.P. Mark II. El personaje también fue lanzado como miembro del subgrupo Mega Marines en 1993, como conductor del "Monster Blaster APC", aunque la figura se vendió por separado del vehículo.
La edición de 2003 de su figura de acción pasó a llamarse Double Clutch. Las figuras posteriores volvieron al nombre original.

## Comics

### Marvel Comics
Clutch apareció por primera vez en G.I. Joe: A Real American Hero # 1 (junio de 1982), en el cómic con licencia de Marvel Comics. Un perseguidor descarado de faldas, Clutch se presenta ante las integrantes de Joe como Scarlett y Cover Girl como un machista exagerado, y no les da muchas razones para pensar lo contrario. Coqueteando constantemente con cualquier mujer que entre en su línea de visión, en un momento Clutch sugiere poner a Cover Girl y Scarlett como una pareja de lucha libre en el barro. Aunque es un idiota descaradamente chovinista, también es un buen conductor y un buen soldado que hace su trabajo cuando es necesario. A medida que avanza la serie, se minimiza su actitud chovinista. A diferencia de su figura de acción, Clutch no tiene una barba completa sino una sombra de cinco en punto. 
Clutch ayuda a Scarlett a llevar a un diplomático a las conversaciones de paz sobre el país ficticio de Al-Awai. Sobreviven a muchas batallas Cobra en el camino. El diplomático mismo es un oficial Cobra encubierto, enviado para matar a su contraparte. El dúo de Joe en realidad falla en su misión; sin embargo, el embajador había pensado en usar protección y sobrevivió al tiroteo.
En el número G.I. Joe #18, Clutch conduce su vehículo V.A.M.P. contra un convoy militar Cobra, escondiéndose en el polvo del desierto libio circundante. Trabajando con Hawk y otros Joes, Breaker ayuda a capturar a un importante agente Cobra, Scar-Face, de la parte trasera de un tanque Cobra. Sin embargo, esto es lo que pretende Cobra, ya que tener a Scar-Face bajo la custodia del equipo Joe es una parte vital de los planes de Cobra.
En el n.° 19, de vuelta a casa en El Pozo, Clutch es enviado a una misión de reconocimiento con Breaker. Ellos se llevan a Scar-Face y Mayor Bludd, otro prisionero, con ellos, para evitar que los Cobras escuchen tácticas vitales de G.I. Joe. Su vehículo es visto por las fuerzas Cobra que avanzan y los cuatro casi mueren a manos de Cobra. La conducción de Clutch los lleva a salvo dentro de la base justo antes de que los misiles Cobra golpeen.
El próximo número presenta a Clutch tomándose un tiempo libre para visitar a viejos amigos. Descubre que uno de ellos está involucrado en un laboratorio de armas Cobra que busca crear mochilas propulsoras más eficientes. Clutch pide ayuda a Joe y las fuerzas Cobra son neutralizadas.
Más tarde, Clutch aparece en G.I. Joe: Special Missions #2. Él y sus compañeros Joes Recondo y Roadblock son enviados a localizar a un criminal de guerra nazi que se esconde en Brasil. La misión se complica con la llegada sorpresa de un equipo militar israelí con intereses en el mismo criminal, y uno se entera de que la abuela judía de Clutch tuvo terribles experiencias personales con los nazis. Clutch es cómplice de un engaño que deja al nazi para que lo maten sus propios seguidores.
Clutch aparece en una historia de varios números con su buen amigo, Rock 'n Roll. Durante un viaje de vacaciones o por carretera, los dos descubren la ciudad de Broca Beach, propiedad de Cobra. Solía ser la ciudad natal de Clutch, hasta que fue comprada, desinfectada y renombrada. Ellos son capturados por los Dreadnoks, específicamente, el matón de múltiples personalidades, Road Pig. Con el cerebro lavado como bombas de relojería, más tarde se encuentran con las fuerzas Joe, sin saber que alguna vez ellos han sido capturados. Más tarde, dos jóvenes perdidas terminan siendo escoltadas a la base Joe y se asigna a la pareja para supervisarlas. Un ataque de Cobra Python Patrol activa el lavado de cerebro de la pareja y amenazan a las chicas. Es todo lo que hacen, ya que la decencia inherente en los dos les impide dañar a personas inocentes. El lavado de cerebro se rompe y se desmayan.
Clutch volvería a formar equipo con Rock 'n Roll, en Canadá. Ayudan a las fuerzas policiales canadienses a cerrar un almacén lleno de fuerzas Cobra y piezas de Terror Drome. Como era territorio canadiense, los Joe tenían que recibir un permiso explícito antes de actuar, pero esto se dio libremente, ya que los policías canadienses se escondían de los mismos disparos de Cobra que los Joe.
La última aparición de Clutch en la carrera de Marvel de G.I. Joe fue en el número 145.

### Devil's Due
El no se le volvió a ver hasta el número 8 de la versión de cómics de Image de G.I. Joe. Pasó el tiempo intermedio como mecánico para el circuito de carreras de la Liga Indy. También trabajó en una base naval de Filadelfia que se pensó que estaba cerrada, pero aún llevó a cabo misiones de alto secreto. A pesar de no ser un miembro oficial de Joe, ayuda a varios Joes cuando Storm Shadow invade la base. En la serie 'Declassified' ambientada en el primer año de Joe, Clutch trabaja como guardaespaldas del General Hawk.

### America's Elite
Clutch vuelve al servicio activo cuando se reorganiza el equipo. El y Rock'N'Roll investigan un atentado terrorista en Turquía; los aliados en el área le advierten que este bombardeo por sí solo podría conducir a la Tercera Guerra Mundial.

### IDW
En esta continuación de la continuidad de Marvel, Clutch está operando un avión no tripulado para brindar apoyo a otros cuatro Joes en una misión de rescate de rehenes.

## Serie animada

### Sunbow
Apareció en la serie de televisión G.I. Joe en las miniseries MASS Device y Revenge of Cobra. Clutch fue expresado por Michael Bell. Esta es una lista de todas sus apariciones en la caricatura:
- A Real American Hero (Partes I, III, IV & V),
- The Revenge Of Cobra (Partes I, II, IV, & V),
- The Pyramid Of Darkness (Partes I & V),
- Twenty Questions (breve),
- The Synthoid Conspiracy (Partes I & II),
- Where The Reptiles Roam (breve),
- Spell Of The Siren,
- Cobra Quake,
- Worlds Without End (Partes I & II),
- The Traitor (Partes I & II),

Fue eliminado al ser colocado en una dimensión alternativa, junto con Steeler y Grunt, donde G.I. Joe había perdido y Cobra gobernaba el mundo (aunque todavía aparecía regularmente en la serie de cómics escrita por Larry Hama).

#### G.I. Joe: The Movie
Clutch apareció en la secuencia inicial de G.I. Joe: The Movie.

## Película de acción real
Clutch aparece en la película G.I. Joe: Retaliation (2013), interpretado por el doble de riesgo Jim Palmer en un papel que no habla. Sin embargo, tiene diálogo en el corte extendido en Blu-ray. El es asesinado cuando Zartan, disfrazado del presidente, envía un ataque aéreo a la base Joe.

## Videojuegos
Clutch es uno de los personajes destacados en el juego de computadora de 1985 G.I. Joe: A Real American Hero computer game.

## Otras obras
Clutch tiene una breve mención en la novela de no ficción 'Paradise Of Bombs'.